# 汪懋祖
汪懋祖（1891年3月4日—1949年1月9日），字典存，江苏苏州人，是一位中国教育家。

## 生平
民国初期赴哥伦比亚大学教育学院学习，获硕士学位，后成为哈佛大学研究员。回国后曾任国立北京师范大学教务长兼代理校长、国立北京女子师范大学哲学系主任兼教授、国立东南大学教育系主任兼教授、江苏省督学。1927年他放弃大学教授及督学等职务，重返苏州，在第一师范学堂的基础上创立苏州中学，并为首任校长。他当时许多推行的办学方法至今仍在苏州中学广泛应用。抗日战争期间，曾任国立西南联合大学教育系教授。抗战胜利后返回苏州，任国立社会教育学院教授。1949年1月9日在苏州病逝。

## 家庭
夫人袁世莊，清末民初教育家袁希濤長女。